# Johann Christoph Bach (Musiker, 1671)
Johann Christoph Bach (* 16. Juni 1671 in Erfurt; † 22. Februar 1721 in Ohrdruf) war ein älterer Bruder von Johann Sebastian Bach und Organist in Ohrdruf. Bei ihm begann im Wesentlichen Johann Sebastians musikalische Ausbildung.

## Leben
Johann Christoph Bach wurde als Sohn von Johann Ambrosius Bach und dessen Frau Elisabeth, geb. Lämmerhirt geboren. Die musikalische Ausbildung erhielt er durch den Vater, der ab 1671 Stadtpfeifer und Hofmusiker in Eisenach war. 1686 erhielt Johann Christoph Unterricht bei Johann Pachelbel in Erfurt, einem schon zur damaligen Zeit bedeutenden und erfahrenen Organisten. Diese Erfahrung gab er später an seine Kinder und jüngeren Brüder weiter. Johann Christoph war seit 1690 Organist an der Ohrdrufer Hauptkirche St. Michaelis und stand als Musiker und Persönlichkeit in hohem Ansehen. Dennoch war der Haushalt nicht mit Reichtum gesegnet, und Johann Christoph Bach benötigte neben dem Organistenamt Ackerbau und Viehhaltung, um die Familie ernähren zu können. Er wird als ausgeglichener Mensch charakterisiert, der seine Kinder streng, aber freundlich erzog. Alle fünf Söhne wurden fähige Musiker. Seine Nachkommen hatten über 100 Jahre lang das Organistenamt an der Michaeliskirche inne oder unterrichteten als Kantoren an der Lateinschule. Wenige Monate vor seines Vaters Tod (1695) heiratete er in Ohrdruf und ließ sich dort im Langgassenviertel nieder. Dort kamen seine Kinder zur Welt:
- Tobias Friedrich (1695–1768; Hofkantor in Gandersheim, Organist in Pferdingsleben, 1722–1768 Kantor in Udestedt), verheiratet mit Susanna Elisabeth geb. Wolckner (1699–1753)
- Christiana Sophia (1697–1725), verheiratet mit Johann Christian Happe (1689–1761)
- Johann Bernhard (1700–1743); Organist an St. Michaelis in Ohrdruf
- Johann Christoph (1702–1756); Lehrer und Kantor in Ohrdruf
- Johanna Maria (1705–1742)
- Johann Heinrich (1707–1783); Organist und Lehrer in Öhringen
- Magdalena Elisabetha (1710–1789), verheiratet mit Ludwig Gottfried Möller (1700–1777)
- Johann Andreas (1713–1779); Lehrer und Organist in Ohrdruf
- Johann Sebastian (*/† 1713)

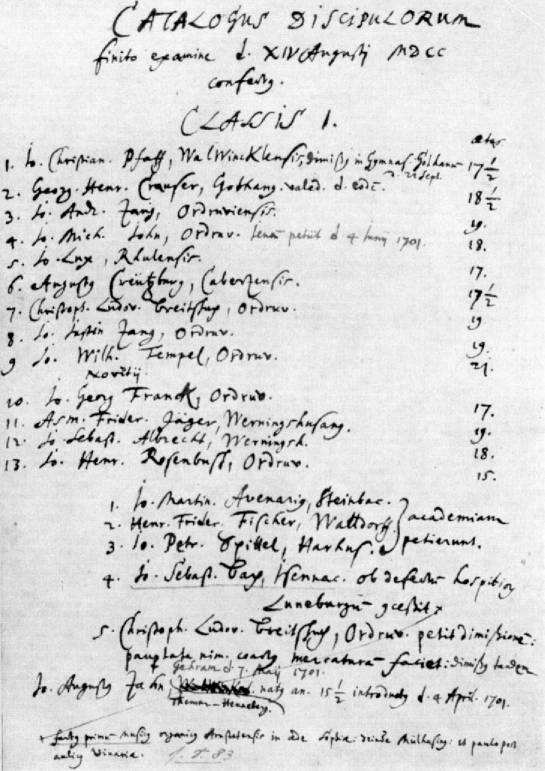
Schulmatrikel des Lyzeums Ohrdruf.
J. S. Bach ist der vierte Schüler in der zweiten Liste.

Nach dem Tode ihrer Eltern in den Jahren 1694 und 1695 nahm er seine jüngeren Brüder Johann Sebastian und Johann Jakob bei sich auf. Schon 1696 beendete Johann Jakob seine Schullaufbahn und ging wieder zurück nach Eisenach, um dort eine Musikerlehre zu beginnen. Johann Sebastian verließ im Jahr 1700 Ohrdruf „ob defect. hospitios“ (nach anderer Lesart: „ob defectum hospitiorum“), wie ein unsauber geschriebener Eintrag im Schulregister vermerkt, was als Mangel an Freitischen (Stipendien) gedeutet wird, um seine Schulbildung in Lüneburg fortzusetzen.
Nach dem Tod Johann Christoph Bachs im Alter von 50 Jahren wurden dessen Söhne durch die in Ohrdruf regierende Herrscherfamilie der Grafen von Hohenlohe, zu der J. C. Bach ein freundschaftliches Verhältnis gehabt haben muss, unterstützt. Der älteste Sohn Tobias Friedrich erhielt ein neu errichtetes Organistenamt an der Trinitatiskirche in Ohrdruf, zog aber bald aus seiner Heimatstadt weg. Der zweite Sohn Johann Bernhard wurde Nachfolger seines Vaters als Organist der Ohrdrufer Michaeliskirche. Der dritte Sohn, Johann Christoph konnte mit einem hohenlohischen Stipendium ein Studium aufnehmen. Der Sohn Johann Heinrich wurde Kantor in Öhringen im Hohenlohischen und der jüngste Sohn Johann Andreas war später als Musiker am hohenlohischen Hof in Langenburg beschäftigt.
Die Bedeutung Johann Christoph Bachs liegt nicht nur darin, dass er seinem Bruder Johann Sebastian eine solide musikalische Grundausbildung vermittelte: Johann Christoph stellt auch eine zentrale Figur der barocken mitteldeutschen Überlieferung von Tastenmusik dar. Zwei seiner Manuskripte sind erhalten; sie wurden zu Beginn des 18. Jahrhunderts aufgezeichnet: Das „Andreas-Bach-Buch“ und die „Möllersche Handschrift“. Die sehr sorgfältig geschriebenen Manuskripte, die auch Autographen von Johann Sebastian Bach enthalten, stellen für einige bedeutende Werke beispielsweise von Buxtehude, Bruhns oder Pachelbel die einzige Überlieferungsquelle dar.